# Purple Heart
Il Purple Heart (lett. "cuore viola") è una decorazione delle forze armate statunitensi assegnata in nome del Presidente a coloro che sono stati feriti o uccisi mentre servivano nelle forze armate a partire dal 5 aprile 1917, giornata che segnò l'ingresso degli USA nella prima guerra mondiale. Il  National Purple Heart Hall of Honor, il registro del personale militare che ha ricevuto il Purple Heart, è situato a Newburgh nello stato di New York. Il Purple Heart è la più vecchia onorificenza ancora in uso nelle forze armate statunitensi, e la sua antichità è seconda solo a quella della obsoleta Fidelity Medallion.